# Cartoon Heroes
Cartoon Heroes è un singolo del gruppo musicale bubblegum pop Aqua, pubblicato il 31 gennaio 2000 dall'etichetta discografica Universal.
Il singolo nonostante nel resto del mondo non sia riuscito a ripetere l'enorme successo di Barbie Girl, in Italia ha raggiunto la vetta della classifica dei dischi più venduti. Ha riscosso un buon successo in tutti i paesi in cui è stato pubblicato.
Il brano appare il frutto di una maturazione artistica del gruppo, rispetto ad Aquarium del 1997. Anche il video ha ottenuto consensi, ottenendo una buona programmazione sui canali specifici. Il video vede protagonisti i quattro componenti del gruppo nelle vesti di supereroi nello spazio, alle prese con una creatura simile ad un enorme polipo.
La canzone è stata scritta e prodotta da Søren Rasted e Claus Norreen ed è stata estratta come primo singolo dal secondo album del gruppo, Aquarius.

## Tracce
Promo - CD-Single (Universal AQUACARTOONPR01 (UMG)
1. Cartoon Heroes (Radio Edit) – 3:45

CD-Maxi (Universal 156 382-2 / EAN 0601215638226)
1. Cartoon Heroes (Radio Edit) – 3:38
2. Cartoon Heroes (Metro's That's All Folks Remix) – 6:22
3. Cartoon Heroes (Hampenberg Remix) – 5:41
4. Cartoon Heroes (Junior's Playground Mix) – 7:53
5. Cartoon Heroes (E-Lite Extended Remix) – 9:09

7" Single (Universal MCSJB 40226)
1. Cartoon Heroes (Radio Edit) – 3:58
2. Cartoon Heroes (Love to Infinity Classic Mix) – 6:28

Club Promotion - CD-Maxi (Universal AQUACARTOON02 (UMG)
1. Cartoon Heroes (Metro's That's All Folks Remix) – 6:22
2. Cartoon Heroes (Love to Infinity Classic Mix) – 6:28
3. Cartoon Heroes (Junior's Playground Mix) – 7:53
4. Cartoon Heroes (Hampenberg Remix) – 5:41
5. Cartoon Heroes (E-Lite Extended Remix) – 9:09
6. Cartoon Heroes (TNT's Mix) – 7:29

## Classifiche

### Classifiche settimanali
| Classifiche (2000) | Posizione massima |
| ------------------ | ----------------- |
| Australia          | 16                |
| Austria            | 6                 |
| Belgio (Fiandre)   | 5                 |
| Belgio (Vallonia)  | 7                 |
| Finlandia          | 9                 |
| Francia            | 40                |
| Germania           | 13                |
| Irlanda            | 10                |
| Italia             | 1                 |
| Norvegia           | 1                 |
| Nuova Zelanda      | 6                 |
| Paesi Bassi        | 35                |
| Regno Unito        | 7                 |
| Spagna             | 1                 |
| Svezia             | 2                 |
| Svizzera           | 11                |

### Classifiche di fine anno
| Classifica (2000) | Posizione |
| ----------------- | --------- |
| Australia         | 99        |
| Belgio (Fiandre)  | 64        |
| Belgio (Vallonia) | 39        |
| Germania          | 97        |
| Svezia            | 20        |
| Svizzera          | 77        |